# Schoonspringen op de Olympische Jeugdzomerspelen 2010 – 3 meterplank meisjes
Schoonspringen is een van de sporten die beoefend werden tijdens de Olympische Jeugdzomerspelen 2010 in Singapore. Het onderdeel 3 meterplank meisjes werd afgewerkt in het Toa Payoh Swimming Complex op 23 augustus 2010, om 20u30 plaatselijke tijd.

## Resultaten
| Plaats | Atleet               | Voorronde | Voorronde | Finale | Finale |
| Plaats | Atleet               | Punten    | Plaats    | Punten | Plaats |
| ------ | -------------------- | --------- | --------- | ------ | ------ |
| Goud   | Liu Jiao             | 505,35    | 1         | 511,35 | 1      |
| Zilver | Pandelela Pamg       | 439,25    | 2         | 444,15 | 2      |
| Brons  | Viktoriya Potyekhina | 388,55    | 5         | 433,55 | 3      |
| 4      | Pamela Ware          | 411,45    | 3         | 431,55 | 4      |
| 5      | Hannah Thek          | 385,70    | 6         | 428,00 | 5      |
| 6      | Elena Bertocchi      | 404,85    | 4         | 411,50 | 6      |
| 7      | Kieu Duong           | 341,70    | 11        | 387,70 | 7      |
| 8      | Annika Lenz          | 341,45    | 12        | 380,70 | 8      |
| 9      | Fanny Bouvet         | 353,20    | 8         | 369,60 | 9      |
| 10     | Beannelys Velasquez  | 342,45    | 9         | 359,20 | 10     |
| 11     | Teresa Vallejo       | 360,35    | 7         | 348,90 | 11     |
| 12     | Pauline Ducruet      | 341,75    | 10        | 326,45 | 12     |
| 13     | Chloe Chan           | 313,95    | 13        | -      | -      |